# Andreu Nin
Pour les articles homonymes, voir Nin (homonymie).
Andreu Nin i Pérez, en espagnol Andrés Nin y Pérez, né le 4 février 1892 à El Vendrell (Espagne) et mort assassiné le 20 juin 1937 à Alcalá de Henares (Espagne), est un révolutionnaire espagnol.
D'abord militant de la CNT en Espagne puis de l'Internationale syndicale rouge à Moscou, il est proche de Léon Trotsky dans les années 1920 avant de rompre avec lui. Cofondateur en 1931 de la Gauche communiste d'Espagne, puis en 1935 du Parti ouvrier d'unification marxiste (POUM) avec Joaquín Maurín, il participe pendant la Seconde République espagnole et le début de la guerre d'Espagne au gouvernement de la Généralité de Catalogne. Il en est finalement écarté sous les pressions des partis prosoviétiques. Arrêté en 1937, il meurt assassiné le 20 juin 1937 à Alcalá de Henares, sur ordre d'Alexandre Orlov, responsable du NKVD en Espagne.

## Biographie
Né dans une famille pauvre (son père était cordonnier et sa mère paysanne), Nin part vivre à Barcelone peu avant la Première Guerre mondiale. Il enseigne quelque temps dans une école laïque et libertaire, avant de se consacrer au journalisme et à la politique.

### Militant espérantiste
Andreu Nin apprend l'espéranto en 1907,. Deux ans plus tard, il participe à la création du groupe espérantiste Frateco (Fraternité) à EL Vendrell où il enseigne la langue internationale. Au cours de ces années, il publie des articles pour défendre l'espéranto dans la presse locale,. À Barcelone, il fait partie du groupe Barcelona Stelo (Étoile barcelonaise),.

### Militant syndical et politique
L'année 1917 est une année clé de sa vie. Des événements comme la grève générale d'août, la révolution russe ou encore les luttes entre le patronat barcelonais et les syndicats, principalement la CNT, le marquent profondément. Si, dans un premier temps, il entre dans les rangs du PSOE, il embrasse rapidement la cause du syndicalisme révolutionnaire et rejoint la CNT. Après avoir assisté au second congrès de cette organisation, en 1919, au cours duquel il défend le principe de l'intégration dans la Troisième Internationale, il devient secrétaire du Comité National de la CNT, remplaçant Evalio Boal victime d'un assassinat.
En 1921, lors d'une session plénière clandestine de la CNT, Il est élu délégué pour assister au troisième congrès de la Troisième Internationale et au congrès fondateur de l'Internationale syndicale rouge. Il va devenir un personnage clé de ces deux internationales, alors que la CNT quitte la Troisième Internationale dès 1922.
À partir de 1921, il vit à Moscou, appartenant pendant un temps à l'équipe de Trotsky. À partir de 1926, il fait partie de l'Opposition de gauche dirigée par Trotsky pour contrer l'ascension de Staline à l'intérieur du Parti communiste de l'Union soviétique, et doit quitter l'Union soviétique en 1930.
Après son retour en Espagne, Nin joue un rôle essentiel dans la formation, en mai 1931, d'une organisation d'orientation bolchévique-léniniste, l'ICE : Izquierda Communista de España (Gauche communiste d'Espagne), affiliée à l'Opposition internationale de gauche, mais de taille modeste et très isolée. À cette époque, Nin a un certain nombre de désaccords avec Trotsky, en particulier lorsque celui-ci lui conseille de fusionner ce parti avec les Jeunesses socialistes du PSOE afin d'augmenter les forces à sa disposition.
Nin finit par rompre avec Trotsky et fusionne son groupe avec le BOC "Bloc Obrer i Camperol : Bloc ouvrier et paysan), dirigé par Joaquín Maurín, pour former le Parti ouvrier d'unification marxiste (POUM) en 1935. Lors de la fusion, la Izquierda Comunista n'avait que cinq cents militants alors que le Bloc Obrer i Camperol en avait près de vingt mille, ce qui augmenta les forces à la disposition d'Andreu Nin et renforça le caractère très catalan du POUM. Parallèlement, il dirige l'éphémère Fédération ouvrière d'unité syndicale (FOUS), une centrale syndicale catalane proche du nouveau parti avant qu'elle ne se fonde dans l'UGT.
Après la victoire électorale du Front populaire espagnol et le début de la guerre civile, il devient conseiller de justice de la Generalitat de Catalogne, récemment constituée, jusqu'à ce que ce poste lui soit retiré en raison des pressions staliniennes (PCE et PSUC).

### Arrestation, torture et assassinat par le NKVD
Finalement, les tensions antitrotskistes étant devenues plus lourdes, et à la suite des évènements de mai 1937 à Barcelone, au cours desquels la CNT et le POUM affrontent les staliniens, Nin, dénoncé par André Marty, est arrêté par la police politique. Transféré à Valence, puis à Madrid, il est torturé et finalement assassiné le 20 juin 1937 à Alcalá de Henares, sur ordre d'Alexandre Orlov. Le lendemain de sa mort, Moscou est informé que l'« affaire AN » a été réglée par « le procédé A », code qui signifie la mort d'Andreu Nin. Le message est également expédié à la délégation du Komintern en Espagne composée notamment de Palmiro Togliatti, Vittorio Codovilla et Ernő Gerő.
La vérité sur cet épisode n'a été découverte qu'au début des années 1990, avec l'ouverture des archives du KGB. Ces archives, récemment utilisées par José María Zavala dans son livre En busca de Andreu Nin (À la recherche d'Andreu Nin), montrent que le général Orlov agissait lui-même sous les ordres de Staline. Des militants du POUM, à la suite de la censure de leur presse avaient posé sur les murs de Barcelone la question « Où est Nin ? », à laquelle les staliniens répondaient à l'époque que Nin avait été libéré par ses « amis » de la Gestapo et se trouvait « soit à Salamanque, soit à Berlin ». Nin est en effet accusé de collusion avec l'ennemi pour avoir supposément fourni aux fascistes les plans des dispositifs de défense de Madrid et Barcelone. Les documents retrouvés en 1990 prouvent que l'accusation repose sur un faux élaboré par le NKVD.
Une plaque commémorative sur la Rambla de Barcelone, près de la place de Catalogne, rappelle le lieu où Andreu Nin a été vu par ses camarades, aidé notamment par la résistante Teresa Carbó i Comas, pour la dernière fois.